# Piran község
Piran község (szlovén nyelven Občina Piran) Szlovénia 212 alapfokú közigazgatási egységének, azaz községének egyike az Obalno-kraška statisztikai régióban. Adminisztratív központja Piran város. A község 1994-ben alapították.
Piran község délen Horvátországgal, keleten Izola és Koper községgel, a Trieszti-öböl és az Adriai-tenger túlpartján pedig Olaszország terül el. Legmagasabb pontja, Baretovec pri Padni 289 méter magasan fekszik.

## A községhez tartozó települések

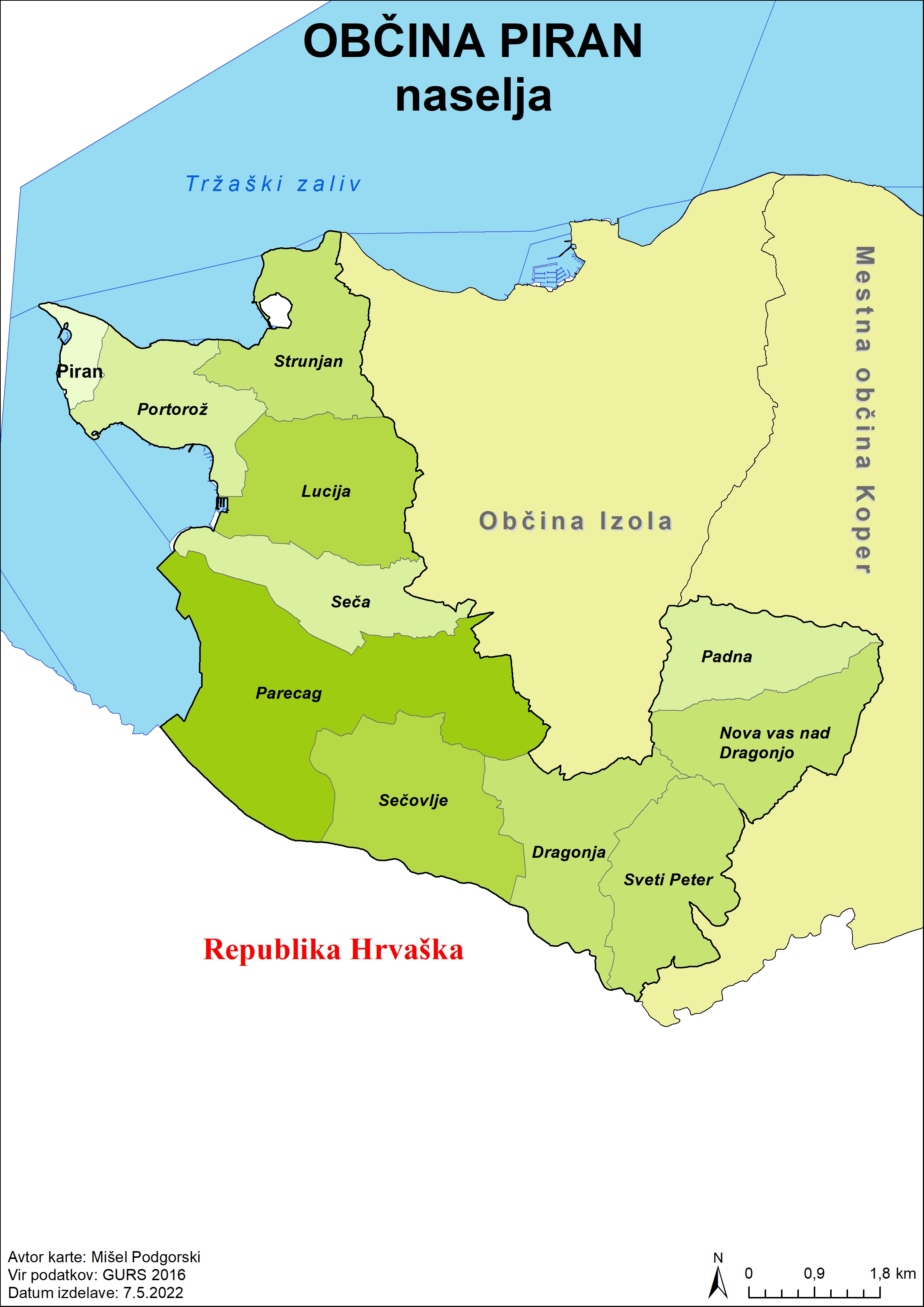
A községhez tartozó települések

A községhez Piran székhelyen kívül a következő települések tartoznak:
- Dragonja
- Lucija
- Nova Vas nad Dragonjo
- Padna
- Parecag
- Portorož
- Seča
- Sečovlje
- Strunjan
- Sveti Peter

## Népesség
| Lakosok száma | 17 231 | 17 558 | 17 687 | 17 675 | 17 799 | 17 858 | 17 823 | 17 667 | 17 692 | 18 079 |
|               | 2008   | 2009   | 2011   | 2012   | 2013   | 2015   | 2016   | 2017   | 2019   | 2020   |